# Wiekańce
Wiekańce (biał. Вяканцы; ros. Веканцы) – chutor na Białorusi, w obwodzie grodzieńskim, w rejonie werenowskim, w sielsowiecie Bastuny.
Dawniej wieś. W dwudziestoleciu międzywojennym leżały w Polsce, w województwie nowogródzkim, w powiecie lidzkim, do 11 kwietnia 1929 w gminie Żyrmuny, następnie w gminie Werenów.